# Aura Christi
Aura Christi (Chisináu, Moldavia, 12 de enero de 1967) es una poeta, novelista y ensayista rumana. Sus poemas han sido traducidos y publicados en Alemania, Francia, Bélgica, Italia, Suecia, Federación Rusa, Bulgaria, Albania, República China, etcétera. Es miembro de la Unión de Escritores de Rumanía y de la Unión de Escritores de Moldavia.

## Orígenes y estudios
Aura Christi, poeta, novelista, ensayista, publicista y traductora rumana. Nació en Chisináu (actual República de Moldavia), el 12 de enero de 1967. Es hija de Semion Potlog, oficial de élite del Ejército del Aire, nacido el 14 de noviembre de 1933 en la aldea Zgărdești (Telenești), proveniente de una familia de profesores y juristas, originarios de los territorios que pertenecían a la Monarquía Austro-Húngara, licenciado por la Alta Escuela de Aviación Militar de la ciudad de Dvinsk. A consecuencia de un dramático accidente, el padre se vio en la situación de renunciar prematuramente a su carrera militar, quedando con 28 años inválido y por lo tanto retirado. La madre de la escritora, Liuba Potlog, nacida en Karaman (el 24 de mayo de 1945), viene de una familia pudiente del Norte de Moldavia. Tras la instauración del régimen comunista, las familias de los padres fueron expropiadas por las autoridades del estado. Es licenciada por el Instituto Teórico Rumano-Francés "Gh. Asachi” de Chişinău (1984) y por la Facultad de Periodismo de la Universidad del Estado (1990).
El debut absoluto se produjo el 23 de octubre de 1983 en la publicación Tinerimea Moldovei (La Juventud de Moldavia). En 1993 obtuvo de nuevo la ciudadanía rumana y estableció su residencia en Bucarest. En el 2009 se mudó a Mogoșoaia.
Sus poemas han sido traducidos y publicados en Alemania, Francia, Bélgica, Italia, Suecia, Israel, Federación Rusa, Bulgaria, Albania, Turquía, Gales, República Popular China, etc. En sus novelas y ensayos describe una serie de destinos humanos bajo la ocupación extranjera, el motivo que más aparece es el que la escritora llama a casa – en el exilio. El tema recurrente en sus libros es el exilio geográfico y el intento de encontrar una patria en la poesía, "firmada también con un… nombre extranjero. Mientras el primero es un trauma irremediable, la poesía, a pesar de estar escrita bajo un nombre adoptado, le ofrece una patria”. La escritora ha hecho giras, recitales públicos y conferencias como invitada a festivales, simposios, congresos de Israel, Grecia, República de Moldavia, República Popular China, Federación Rusa, Italia. Es redactora-jefe de la revista Contemporanul. Es también miembro de la Unión de Escritores de Rumanía y miembro de la Unión de Escritores de Moldavia.

## Obra

### Libros de poesía
- De partea cealaltă a umbrei, 1993;
- Împotriva Mea, 1995;
- Ceremonia Orbirii, 1996;
- Valea Regilor, 1996;
- Nu mă atinge, antologie, 1997, 1999
- Ultimul zid, 1999;
- Elegii Nordice, 2002;
- Cartea ademenirii, antologie, 2003;
- Ochiul devorator, antologie, 2004;
- Grădini austere, 2010 (incluye CD con lectura de poemas por la autora);
- Sfera frigului, 2011;
- Tragicul visător, antologie, 2013;
- Orbita zeului, 2016;
- Psalmi, antología, 2016;
- Geniul inimii, novela en verso, 2017.

### Libros de ensayos
- Fragmente de ființă, 1998;
- Labirintul exilului, 2000, 2005;
- Celălalt versant, 2005;
- Religia viului,[1] 2007;
- Trei mii de semne, 2007;
- Exerciții de destin, 2007;
- Foamea de a fi, 2010;
- Nietzsche și Marea Amiază, 2011;
- Dostoievski - Nietzsche. Elogiul suferinței, 2013;
- Acasă – în exil, 2016;
- Din infern, cu dragoste, 2017

### Novelas
- Tetralogía Vulturi de noapte:
  - Sculptorul, vol. I, 2001, 2004;
  - Noaptea străinului, vol. II, 2004, 2016;
  - Marile jocuri, vol. III, 2006;
  - Zăpada mieilor, vol. IV, 2007;

- Casa din întuneric, 2008;
- Cercul sălbatic, 2010.

### Álbumes de fotógrafos comentados
- Europa acasă (2010)
- Planeta Israel (2010)
- Uriașul Gorduz (2011)

### Libros de diálogos
- Banchetul de litere, diálogos con Ana Blandiana, Nicolae Breban, Augustin Buzura, Ion Ianoși, Gabriela Melinescu, Irina Petraș, Dumitru Radu Popa, Alex Ștefănescu, Ion Vianu (2006)

### Ediciones
- Romanul Românesc în Colocvii (2001)
- Breban 70 (2004)
- Șocul crizei (2011)
- Sub semnul Ideii Europene (2011)

### Libros traducidos y antologías
- Geflüster/Șoptirea,antología bilingüe, traducción al alemán de Christian W. Schenk, Dionysos Verlag, 1994 (Alemania)
- Une anthologie de poésie moldave, antología que abarca ocho autores rumanos, traducción de Alain Paruit y Odile Serre, L’Esprit Espeso Péninsules, París, 1996.
- Vid tystnadens bord/La masa tăcerii, antología de varios autores rumanos realizada por Ion Miloș, Brutus Östlings Bokförlag, Symposion Stockholm, Stehag, 1998
- Crini Imperiali/Imperial lilies, antología bilingüe, traducida al inglés por Antuza Genescu, Editura Augusta, Timișoara, 1999
- 28 poetek rumunskich, Wybom dokonala Denisa Comănescu, trad. Kazimierz Jurczak, Ewa Rossi, Editura Universal Dalsi, București, 1999
- Elegien aus der Kälte/Sfera frigului, poemas, traducidos al alemán por Edith Konradt, Pop Verlag, 2008 (Alemania)
- Arkitektura e natës/Arhitectura nopții, antología, traducción al albanés de Kopi Kyçyku, 2008 (Albania)
- Lăsați fluturii să zboare/Let The butterflies go, antología, traducción al inglés de Olimpia Iacob și Jim Kacian (en colaboración con Peter Thabit Jones), Editura Timpul, Iași, 2014;
- Cineva din noapte/Someone in the night, traducida al inglés por Cristina Tătaru, Editura Tribuna, Cluj, 2014
- Sfera frigului· Din infern, cu dragoste/La sfera del freddo· Dall'inferno con amore, traducción al italiano de Maria Floarea Pop, Editura Rediviva, Milán, 2015 (Italia)
- Sfera frigului· Sphere du froid, Edición bilingüe rumano-francés, traducida al francés por Claudiu Soare, Editura Junimea, 2016
- Elegie nordiche· Elegía nórdica. Edición bilingüe rumano-italiana de Geo Vasile, Editura Aracne, Roma, 2017 (Italia)
- Orbita zeului · Στο μάτι του θεού, Edición bilingüe rumano-griega, traducida al griego por Victor Ivanovici, Editura Gavrielides, Atenas, 2017 (Grecia)
- Schmucklose Gärten/ Grădini austere, Relatos / poemas, traducidos al alemán por Hans Dama, Pop Verlag, 2018 (Alemania)
- Exercices d'obscurité – Exerciții de întuneric, Edición en francés seguida de la respectiva en rumano, traducida al francés por Sorin Barbul, Editura Vinea, 2018 (Rumanía – Francia)
- Jardines austeros·Grădini austere, edición bilingüe rumano-español, traducida al español por Dana Oprica, Éride Ediciones, Madrid, 2018 (España)

## Libros electrónicos
En el 2013 la Editorial Ideea Europeană lanzó la serie de la autora Aura Christi en 15 volúmenes en ebook, de los que hasta ahora han aparecido 11: Tragicul visător, poemas, antología (2013); Dostoievski – Nietzsche. Elogiul suferinței, ensayo (2013); Mitul viului, ensayo (2013); Cercul sălbatic, novela, segunda edición,(2013); Casa din întuneric, novela, segunda edición (2013); Trei mii de semne, diario de la escritora (2014); Coasta lui Apollo, diario de la escritora (2014), Acasă – în exil, polémicas (2014), Noaptea străinului, novela, segunda edición (2015), Sculptorul, novela, tercera edición  (2015); Orbita zeului (2016)

## Ediciones en español
- Jardines austeros·Grădini austere, edición bilingüe rumano-español, traducida al español por Dana Oprica, Éride Ediciones, Madrid, 2018
- La órbita de Dios·Orbita Zeului, edición bilingüe rumano-español, traducida al español por Dana Oprica, Éride Ediciones, Madrid, 2019
- El salón azul.Salonul Albastru, Antología en edición bilingüe, traducida al español por Corina Oproae, Visor Poesía, Madrid, 2023

## Premios literarios
- Premio de Poesía del Ministerio Cultura, 1993;
- Premio de Poesía de la Academia Rumana, 1996;
- Premio de Poesía de la Unión de Escritores y de la Casa editorial Vinea, 1997;
- Premio de Ensayo de la Unión de Escritores de Moldavia, 1998;
- Premio de Poesía "Ion Șiugariu”, 1999;
- Premio de Novela de la revista Tomis y de la Filial Dobruja y de la Unión de Escritores, El escultor, 2001;
- Premio de Poesía de la revista Antares, 2003;
- Premio de Novela de la revista Conversaciones literarias, La noche del extranjero, 2004;
- Premio "Autor al año”, otorgado por la Asociación de Publicaciones Literarias y Editoriales de Rumanía, 2007;
- Premio de Novela de la revista Poesis, La casa de las tinieblas, 2008;
- Premio "Obra Omnia de Poesía”, en el festival rumano-canadiense "Roland Gasparic”, 2009;
- Premio "Opera Omnia", de la Universidad inglesa de las Ciencias y las Artes "Gheorghe Cristea" y del Centro de Investigación Communic@rts, 2014;
- Premio Festival Internacional de Poesía "Nichita Stănescu", en su edición XXIX.ª, otorgado por el Museo del Condado de Historia y Arqueología de Prahova, 2017;
- "Persona del Año 2017" y la medalla aniversario de Israel "70", reconocimientos otorgados por la Asociación Israelí de Escritores de Lengua Rumana y el Centro Cultural Israelí-Rumano, 2018.